# Peter Roche

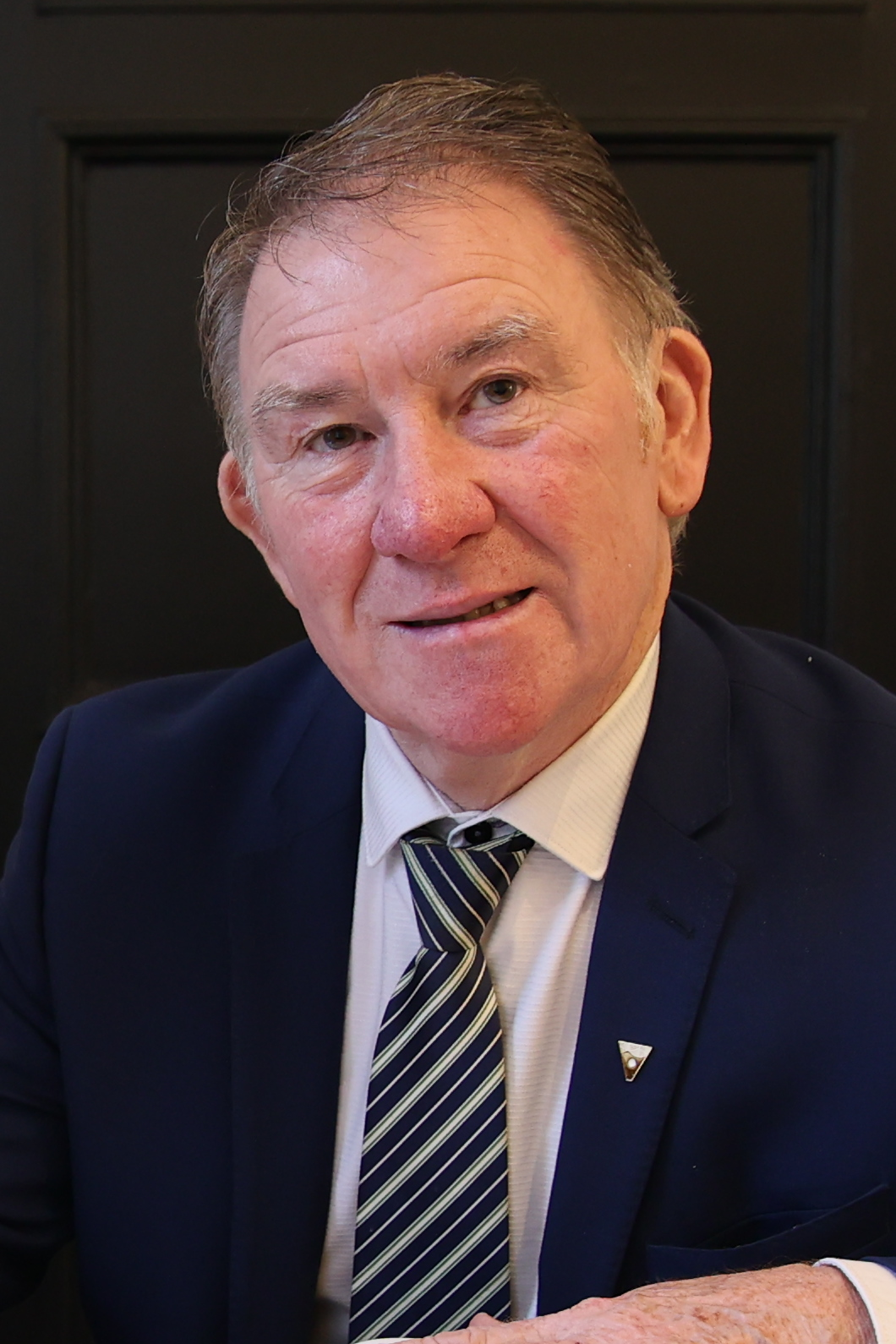
Peter Roche (2024)

Peter „Pete“ Roche (* im 20. Jahrhundert in Irland) ist ein irischer Politiker der Fine Gael. Er ist seit 2024 Teachta Dála (Abgeordneter) im Dáil Éireann, dem irischen Unterhaus.

## Leben
Roche wurde, nachdem 1999 und 2004 erfolglos war, 2009 erstmals in den Galway County Council gewählt und war von 2015/2016 dessen Ratsvorsitzender (Mayor of County Galway). Er wurde bis einschließlich 2024 wiedergewählt, trat dann aber bei den Wahlen zum Dáil Éireann 2024 an und errang im Wahlkreis Galway East einen Sitz.
Peter Roch ist mit Bridie verheiratet und hat mit ihr vier Söhne, von denen einer 2010 verstorben ist.